# Gretsch
Gretsch è una ditta statunitense specializzata nella realizzazione di batterie e chitarre fin dagli anni quaranta. I suoi modelli, spesso di pregio e assai costosi, furono gli strumenti di elezione della musica rock and roll e rockabilly, country: furono usati da chitarristi come George Harrison, Chet Atkins, Eddie Cochran, Brian Setzer e Malcolm Young.
Particolarmente rinomata la produzione di chitarre archtop.

## Storia
L'azienda nacque nel 1883 a Brooklyn, quando Friedrich Gretsch, immigrato tedesco, aprì un piccolo negozio in cui iniziò a costruire banjo, batterie e tamburelli. Dodici anni dopo Friedrich morì, lasciando l'azienda al figlio Fred. Gli inizi furono difficili, ma già nel 1916 la Gretsch era diventata una delle aziende più importanti nell'importazione e la fabbricazione di strumenti musicali. Fred capiva ciò che la gente voleva: chitarre, quindi la Gretsch iniziò a produrle.
Inizialmente la Gretsch offrì chitarre Archtop a musicisti jazz e chitarre flat-top per i musicisti country.
Fred Gretsch si ritirò nel 1942 lasciando la società ai figli Fred Jr. e Bill Gretsch. Fred Jr. tenne il comando dell'azienda, ma fu chiamato in guerra nella marina militare, così il comando passò a Bill fino a quando morì nel 1948. La ditta passò di nuovo a Fred Jr., tornato in patria.
Negli anni cinquanta la Gretsch forniva un'ampia gamma di chitarre che batterono in qualità e vendite anche i modelli di Leo Fender. Grandi artisti come Chet Atkins e Duane Eddy iniziarono a suonare sugli strumenti Gretsch. Il boom fu negli anni sessanta quando George Harrison iniziò a suonare varie Gretsch. Verso la fine degli anni sessanta Fred Jr. si ritirò e vendette la società alla "Baldwin Manufacturing". Baldwin non capì bene la posizione nel mercato della Gretsch e fallì nel passaggio tra gli psichedelici anni '60 e gli hard rock anni settanta. I ragazzini si ispiravano sempre di più a Jimi Hendrix, Jeff Beck e Eric Clapton, tutti virtuosi delle Fender.
Baldwin peggiorò il problema muovendo la produzione in Arkansas dove la Gretsch soffrì di due disastrose campagne di licenziamenti. Il calo delle vendite e il disinteresse di Baldwin fecero chiudere la Gretsch all'inizio degli anni ottanta. Sino da quando la famiglia aveva abbandonato la produzione, Fred Gretsch III aveva desiderato il ritorno sulla scena produttiva, e nel 1985 il suo sogno si avverò: ricomprò la 
Gretsch e con la creazione di nuovi modelli, la società tornò agli abituali vertici qualitativi.

## Artisti
Jack White